# Emmaüs

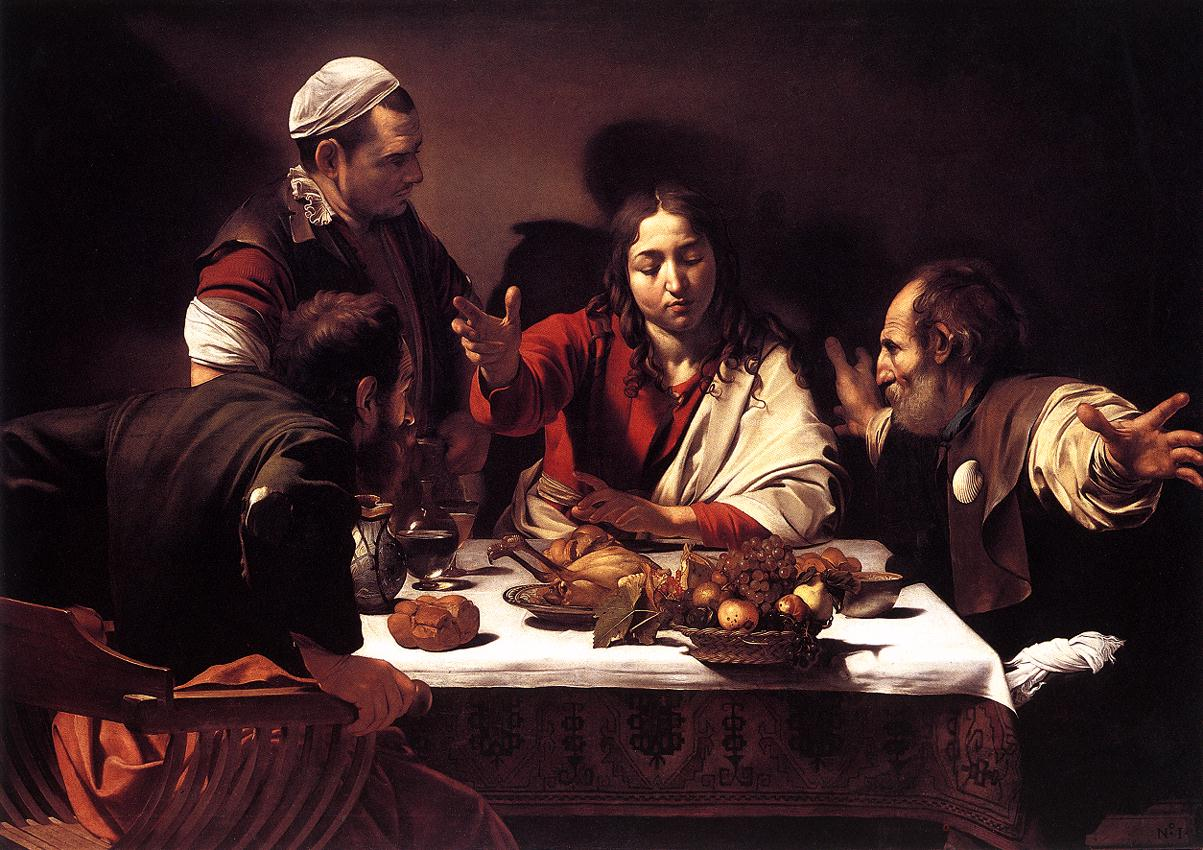
Emmaüsgangers door Caravaggio (1601)

Emmaüs was een dorp in Judea op 11,5 kilometer van Jeruzalem. De bewoners konden vlakbij baden in de warme bronnen.

## Emmaüsgangers

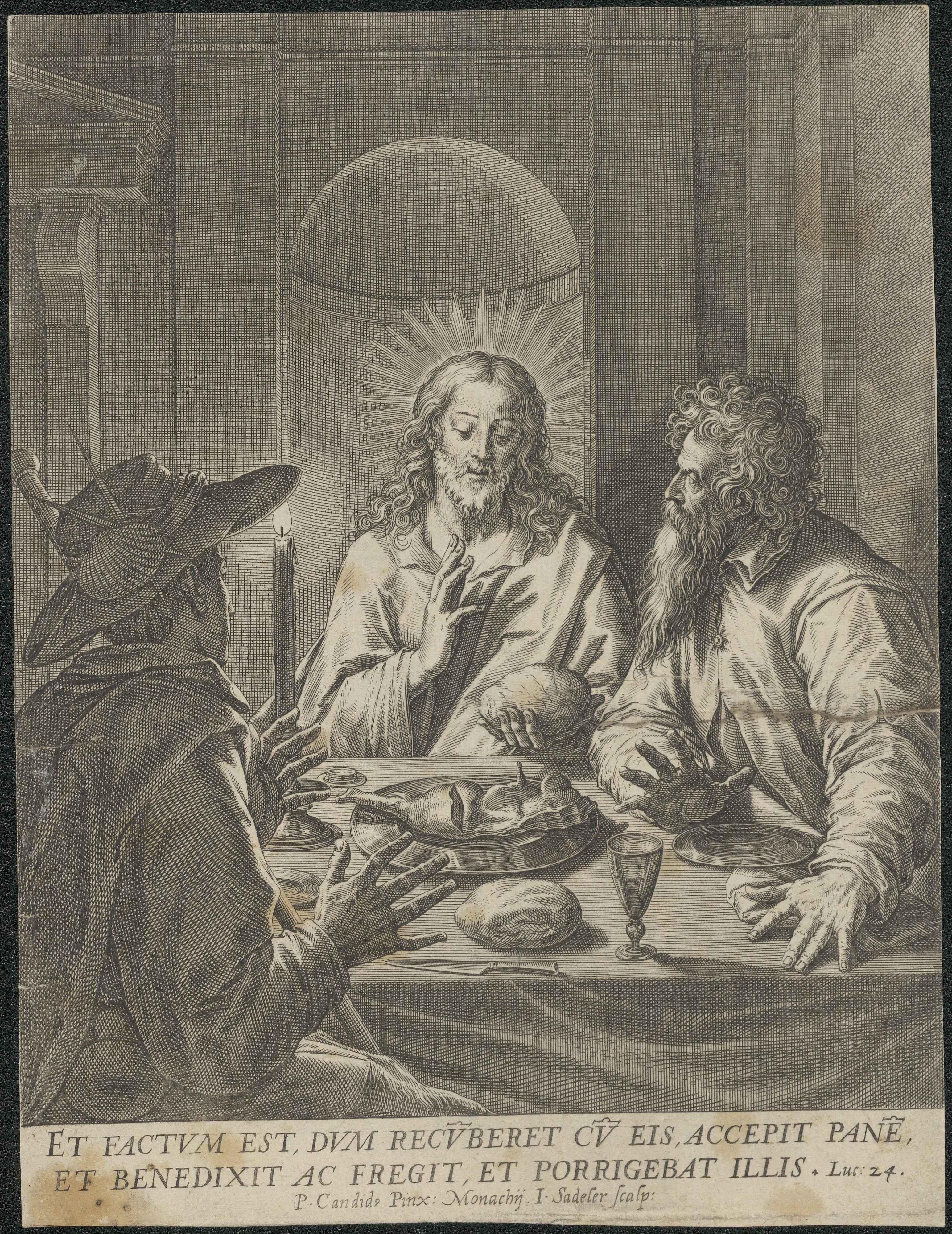
Prent van het Avondmaal in Emmaüs, met Jezus in het midden afgebeeld. Gemaakt in de Universiteitsbibliotheek Gent.

Volgens Lucas 24:13-35 zou Jezus daar op paasdag aan twee discipelen zijn verschenen, die hem eerst echter niet herkenden.
In de schilderkunst is het een voorstelling (naar Lucas), die reeds in de Byzantijnse kunst voorkomt (mozaïek in S. Apollinaire Nuovo te Ravenna), daarna ook in het westen, doch niet veelvuldig. In de laat-renaissance en barok (Rembrandt) herhaaldelijk.